# Melinaea marsaeus
Melinaea marsaeus är en fjärilsart som beskrevs av William Chapman Hewitson 1860. Melinaea marsaeus ingår i släktet Melinaea och familjen praktfjärilar. Inga underarter finns listade i Catalogue of Life.

## Bildgalleri

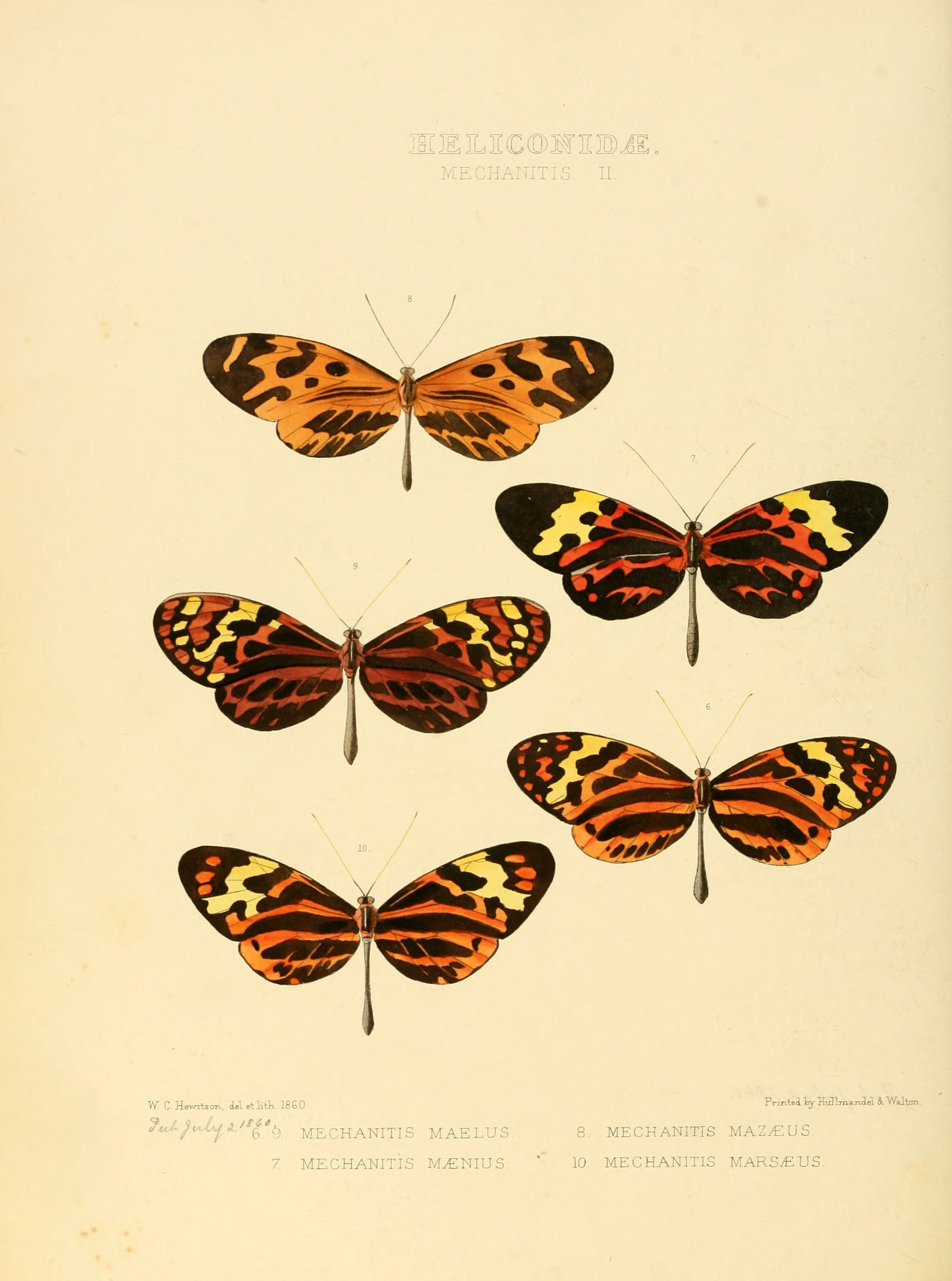
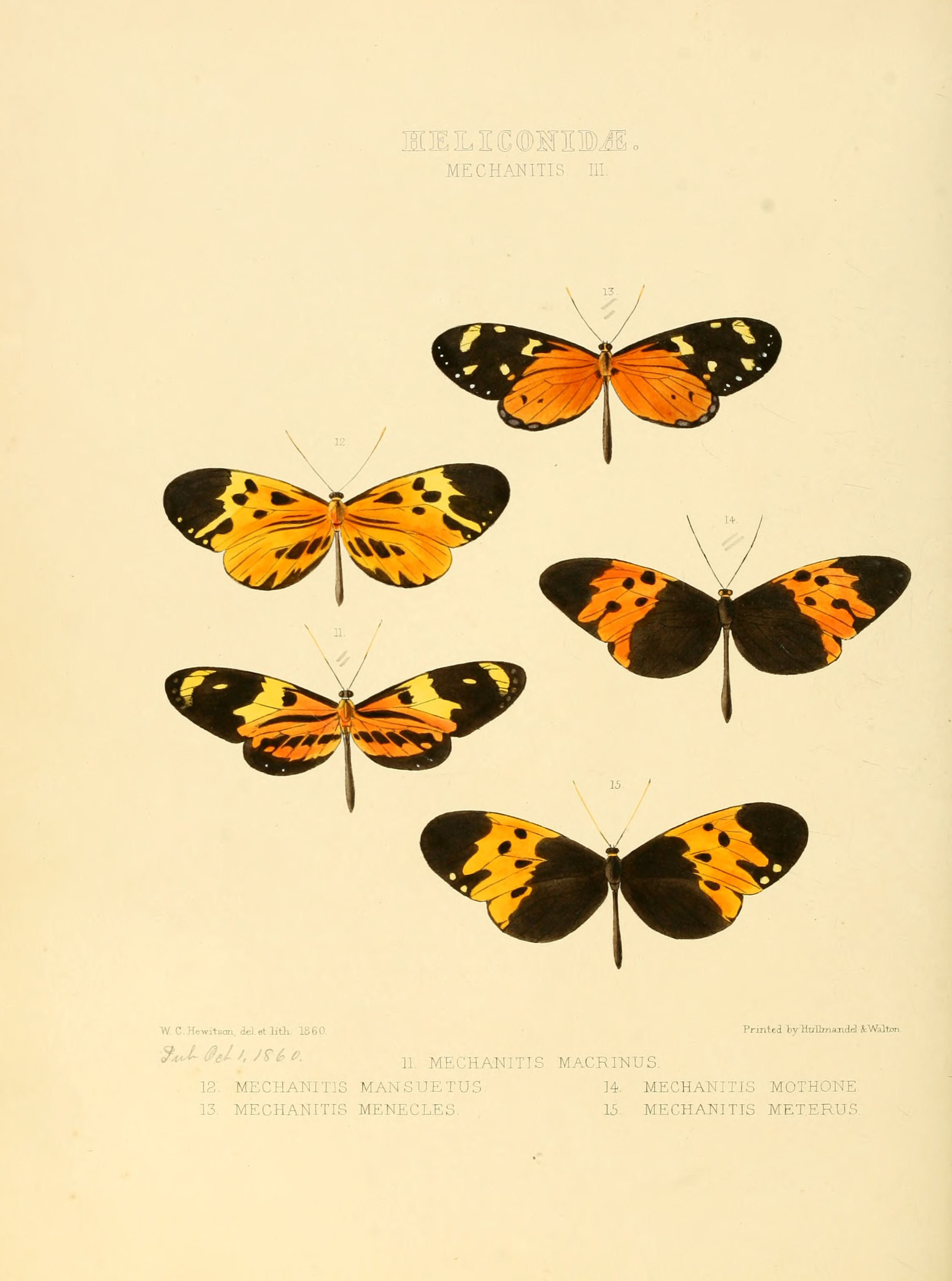